# Josefina López Sanmartín
Josefina López Sanmartín (Barcelona, 21 de febrero de 1919-Grao de Castellón, 6 de enero de 1989) fue una política española. 

## Trayectoria
Desde 1932 militó en el Partido Comunista de España (PCE) y de 1936 a 1945 formó parte de la Comisión Ejecutiva Nacional de las Juventudes Socialistas Unificadas (JSU). También fue secretaria general de la Unión de Muchachas de las JSU. Se casó con Fernando Claudín, histórico dirigente del PCE, a quien conoció en un Congreso en Zaragoza. Al terminar la guerra civil española se exilió. Fue encerrada en un campo de concentración en Orán, Argelia. Una vez liberada, fue enviada por el partido a la Unión Soviética donde se licenció en lenguas eslavas en la Universidad de Moscú. Se doctoró con una tesis doctoral sobre las relaciones ruso-hispánicas en la época de Napoleón Bonaparte.
Durante la Segunda Guerra Mundial fue evacuada a los Urales. En 1943 empezó como locutora en Radio Pirenaica, donde emitió durante 25 años. Residió en Praga, Bucarest, Belgrado y Sofía. Finalmente regresó a España en 1967, licenciándose en Filosofía y Letras en la Universidad de Madrid . Se estableció en Grao de Castellón y fue elegida concejala en el ayuntamiento de Castellón de la Plana formando parte de las listas del Partit Comunista del País Valenciá en las elecciones municipales españolas de 1979 y en las del Partido Socialista del País Valenciano-PSOE en las elecciones municipales españolas de 1983, llegando a teniente de alcalde. Entre 1979 y 1982 fue directora general de Bienestar Social del Consejo del País Valenciano.
Fue elegida senadora por la provincia de Castellón por el PSPV-PSOE en las elecciones generales españolas de 1986. En el Senado fue vocal de las Comisiones de Asuntos Exteriores, Industria y Energía y del Defensor del Pueblo y de Derechos Humanos. Murió poco antes de terminar su mandato en 1989.